# San Marinees voetbalelftal (mannen)
Het San Marinees voetbalelftal is een voetbalteam dat de dwergstaat San Marino vertegenwoordigt in internationale wedstrijden en competities.

## Geschiedenis
Het is een van de zwakkere ploegen waartegen toplanden soms monsterscores behalen. Zo won Duitsland in 2006 een EK-kwalificatiewedstrijd in San Marino met 0–13, Polen drie jaar later thuis met 10–0 en opnieuw twee jaar later Nederland thuis met 11–0. Op 28 april 2004 won San Marino van Liechtenstein met 1-0, hierna kon San Marino gedurende 20 jaar nooit meer een overwinning halen. Op 5 september 2024 won San Marino met 1-0 van Liechtenstein en doorbrak zo de lange reeks.

## Deelnames aan internationale toernooien

### Wereldkampioenschap
| Wereldkampioenschap voetbal | Wereldkampioenschap voetbal | Wereldkampioenschap voetbal | Wereldkampioenschap voetbal | Wereldkampioenschap voetbal | Wereldkampioenschap voetbal | Wereldkampioenschap voetbal | Wereldkampioenschap voetbal | Wereldkampioenschap voetbal |
| Jaar                        | Ronde                       | Wed.                        | W                           | G                           | V                           | DV                          | DT                          |                             |
| --------------------------- | --------------------------- | --------------------------- | --------------------------- | --------------------------- | --------------------------- | --------------------------- | --------------------------- | --------------------------- |
| 1930–1990                   | Geen deelname               | Geen deelname               | Geen deelname               | Geen deelname               | Geen deelname               | Geen deelname               | Geen deelname               | Geen deelname               |
| 1994                        | Niet gekwalificeerd         | Niet gekwalificeerd         | Niet gekwalificeerd         | Niet gekwalificeerd         | Niet gekwalificeerd         | Niet gekwalificeerd         | Niet gekwalificeerd         | Niet gekwalificeerd         |
| 1998                        | Niet gekwalificeerd         | Niet gekwalificeerd         | Niet gekwalificeerd         | Niet gekwalificeerd         | Niet gekwalificeerd         | Niet gekwalificeerd         | Niet gekwalificeerd         | Niet gekwalificeerd         |
| 2002                        | Niet gekwalificeerd         | Niet gekwalificeerd         | Niet gekwalificeerd         | Niet gekwalificeerd         | Niet gekwalificeerd         | Niet gekwalificeerd         | Niet gekwalificeerd         | Niet gekwalificeerd         |
| 2006                        | Niet gekwalificeerd         | Niet gekwalificeerd         | Niet gekwalificeerd         | Niet gekwalificeerd         | Niet gekwalificeerd         | Niet gekwalificeerd         | Niet gekwalificeerd         | Niet gekwalificeerd         |
| 2010                        | Niet gekwalificeerd         | Niet gekwalificeerd         | Niet gekwalificeerd         | Niet gekwalificeerd         | Niet gekwalificeerd         | Niet gekwalificeerd         | Niet gekwalificeerd         | Niet gekwalificeerd         |
| 2014                        | Niet gekwalificeerd         | Niet gekwalificeerd         | Niet gekwalificeerd         | Niet gekwalificeerd         | Niet gekwalificeerd         | Niet gekwalificeerd         | Niet gekwalificeerd         | Niet gekwalificeerd         |
| 2018                        | Niet gekwalificeerd         | Niet gekwalificeerd         | Niet gekwalificeerd         | Niet gekwalificeerd         | Niet gekwalificeerd         | Niet gekwalificeerd         | Niet gekwalificeerd         | Niet gekwalificeerd         |
| 2022                        | Niet gekwalificeerd         | Niet gekwalificeerd         | Niet gekwalificeerd         | Niet gekwalificeerd         | Niet gekwalificeerd         | Niet gekwalificeerd         | Niet gekwalificeerd         | Niet gekwalificeerd         |

### Europees kampioenschap
| Europees kampioenschap voetbal | Europees kampioenschap voetbal | Europees kampioenschap voetbal | Europees kampioenschap voetbal | Europees kampioenschap voetbal | Europees kampioenschap voetbal | Europees kampioenschap voetbal | Europees kampioenschap voetbal | Europees kampioenschap voetbal |
| Jaar                           | Ronde                          | Wed.                           | W                              | G                              | V                              | DV                             | DT                             | Kwal                           |
| ------------------------------ | ------------------------------ | ------------------------------ | ------------------------------ | ------------------------------ | ------------------------------ | ------------------------------ | ------------------------------ | ------------------------------ |
| 1960–1988                      | Geen deelname                  | Geen deelname                  | Geen deelname                  | Geen deelname                  | Geen deelname                  | Geen deelname                  | Geen deelname                  | Geen deelname                  |
| 1992                           | Niet gekwalificeerd            | Niet gekwalificeerd            | Niet gekwalificeerd            | Niet gekwalificeerd            | Niet gekwalificeerd            | Niet gekwalificeerd            | Niet gekwalificeerd            | Niet gekwalificeerd            |
| 1996                           | Niet gekwalificeerd            | Niet gekwalificeerd            | Niet gekwalificeerd            | Niet gekwalificeerd            | Niet gekwalificeerd            | Niet gekwalificeerd            | Niet gekwalificeerd            | Niet gekwalificeerd            |
| 2000                           | Niet gekwalificeerd            | Niet gekwalificeerd            | Niet gekwalificeerd            | Niet gekwalificeerd            | Niet gekwalificeerd            | Niet gekwalificeerd            | Niet gekwalificeerd            | Niet gekwalificeerd            |
| 2004                           | Niet gekwalificeerd            | Niet gekwalificeerd            | Niet gekwalificeerd            | Niet gekwalificeerd            | Niet gekwalificeerd            | Niet gekwalificeerd            | Niet gekwalificeerd            | Niet gekwalificeerd            |
| 2008                           | Niet gekwalificeerd            | Niet gekwalificeerd            | Niet gekwalificeerd            | Niet gekwalificeerd            | Niet gekwalificeerd            | Niet gekwalificeerd            | Niet gekwalificeerd            | Niet gekwalificeerd            |
| 2012                           | Niet gekwalificeerd            | Niet gekwalificeerd            | Niet gekwalificeerd            | Niet gekwalificeerd            | Niet gekwalificeerd            | Niet gekwalificeerd            | Niet gekwalificeerd            | Niet gekwalificeerd            |
| 2016                           | Niet gekwalificeerd            | Niet gekwalificeerd            | Niet gekwalificeerd            | Niet gekwalificeerd            | Niet gekwalificeerd            | Niet gekwalificeerd            | Niet gekwalificeerd            | Niet gekwalificeerd            |
| 2020                           | Niet gekwalificeerd            | Niet gekwalificeerd            | Niet gekwalificeerd            | Niet gekwalificeerd            | Niet gekwalificeerd            | Niet gekwalificeerd            | Niet gekwalificeerd            | Niet gekwalificeerd            |
| 2024                           | Niet gekwalificeerd            | Niet gekwalificeerd            | Niet gekwalificeerd            | Niet gekwalificeerd            | Niet gekwalificeerd            | Niet gekwalificeerd            | Niet gekwalificeerd            | Niet gekwalificeerd            |

### UEFA Nations League
| 2018–19 | D | 55e | 6 | 0 | 0 | 6 | 0 | 16 | Stabiel  |
| 2020–21 | D | 54e | 4 | 0 | 2 | 2 | 0 | 3  | Stabiel  |
| 2022–23 | D | 54e | 4 | 0 | 0 | 4 | 0 | 9  | Stabiel  |
| 2024–25 | D |     | 4 | 2 | 1 | 1 | 5 | 3  | Gestegen |

## Profs
Het San Marinees voetbalelftal kende in het verleden twee profvoetballers en een huidige: doelman Aldo Simoncini was derde doelman bij Serie A-club AC Cesena. Aanvaller en aanvoerder Andy Selva speelde veel wedstrijden in zowel de Serie A als de Serie B. Zijn laatste club was Hellas Verona. Daarmee promoveerde hij naar de Serie B. Omdat die club zijn selectie wilde verjongen, werd zijn contract ontbonden. De topscorer en sterspeler van San Marino zette in 2018 een punt achter zijn loopbaan. Anno 2024 is Nicola Nanni de enige profvoetballer in het San Marinees voetbalelftal, hij speelt bij Serie C-club SEF Torres Calcio 1903.

## FIFA-wereldranglijst[2]
| 1992 | 1993 | 1994 | 1995 | 1996 | 1997 | 1998 | 1999 | 2000 | 2001 | 2002 | 2003 | 2004 | 2005 | 2006 | 2007 | 2008 | 2009 | 2010 | 2011 | 2012 |
| ---- | ---- | ---- | ---- | ---- | ---- | ---- | ---- | ---- | ---- | ---- | ---- | ---- | ---- | ---- | ---- | ---- | ---- | ---- | ---- | ---- |
| 126  | 121  | 131  | 151  | 165  | 173  | 179  | 150  | 168  | 158  | 160  | 162  | 164  | 155  | 194  | 197  | 201  | 203  | 203  | 206  | 207  |
| 2013 | 2014 | 2015 | 2016 | 2017 | 2018 | 2019 | 2020 | 2021 | 2022 | 2023 | 2024 |      |      |      |      |      |      |      |      |      |
| 207  | 179  | 198  | 202  | 204  | 211  | 209  | 210  | 210  | 211  | 210  | 210  |      |      |      |      |      |      |      |      |      |

## Bondscoaches
- Bijgewerkt tot en met de EK-kwalificatiewedstrijd tegen  Finland (1–2) op 20 november 2023.

| Naam                 | Van              | Tot               | Wed. | W | G | V  |
| -------------------- | ---------------- | ----------------- | ---- | - | - | -- |
| Giulio Casali        | 28 maart 1986    | 20 september 1987 | 4    | 0 | 1 | 3  |
| Giorgio Leoni        | 14 november 1990 | 15 november 1995  | 29   | 0 | 1 | 28 |
| Massimo Bonini       | 2 juni 1996      | 10 september 1997 | 8    | 0 | 0 | 8  |
| Giampaolo Mazza      | 10 oktober 1998  | 15 oktober 2013   | 85   | 1 | 2 | 82 |
| Pierangelo Manzaroli | 8 juni 2014      | 8 oktober 2017    | 28   | 0 | 1 | 27 |
| Franco Varrella      | 8 september 2018 | 26 november 2021  | 34   | 0 | 2 | 32 |
| Fabrizio Constantini | 27 november 2021 | heden             | 20   | 0 | 2 | 18 |

## Huidige selectie
De volgende spelers werden opgeroepen voor de WK-kwalificatie wedstrijden tegen  Bosnië & Herzegovina en   Oostenrijk op 7 en 10 juni 2025.
Interlands en doelpunten bijgewerkt tot en met de WK-kwalificatie uitwedstrijd tegen  Bosnië & Herzegovina (1–0) op 7 juni 2025.
| Rugnummer   | Naam                 | Wed. | Dlpnt. | Club                 |
| ----------- | -------------------- | ---- | ------ | -------------------- |
| Doel        |                      |      |        |                      |
| 1           | Edoardo Colombo      | 11   | 0      | Forlì                |
| 16          | Matteo Zavoli        | 1    | 0      | La Fiorita           |
| 16          | Pietro Amici         | 1    | 0      | Fossombrone          |
| Verdediging |                      |      |        |                      |
| 2           | Giacomo Benvenuti    | 7    | 0      | US Sassuolo          |
| 3           | Tommaso Benvenuti    | 7    | 0      | US Sassuolo          |
| 4           | Filippo Fabbri       | 31   | 1      | San Marino           |
| 5           | Michele Cevoli       | 28   | 0      | Juvenes-Dogana       |
| 6           | Dante Rossi          | 36   | 0      | Tropical Coriano     |
| 14          | Giacomo Valentini    | 4    | 0      | Juvenes-Dogana       |
| 15          | Marco Pasolini       | 3    | 0      | CBR Carli Pietracuta |
| -           | Giacomo Matteoni     | 0    | 0      | CBR Carli Pietracuta |
| -           | Alberto Riccardi     | 0    | 0      | La Fiorita           |
| Middenveld  |                      |      |        |                      |
| 8           | Lorenzo Capicchioni  | 16   | 0      | CBR Carli Pietracuta |
| 11          | Andrea Contadini     | 12   | 0      | CBR Carli Pietracuta |
| 17          | Alessandro Golinucci | 57   | 2      | AC Virtus            |
| 18          | Samuele Zannoni      | 18   | 1      | CBR Carli Pietracuta |
| 20          | Nicko Sensoli        | 11   | 1      | Tre Fiori            |
| 21          | Lorenzo Lazzari      | 16   | 2      | CBR Carli Pietracuta |
| 23          | Matteo Valli Casadei | 6    | 0      | Vanchiglia           |
| Aanval      |                      |      |        |                      |
| 9           | Nicola Nanni         | 44   | 3      | Torres               |
| 19          | Nicolas Giacopetti   | 7    | 0      | San Marino           |
| -           | Fausto Salicioni     | 0    | 0      | Virtus               |

## Statistieken
- Bijgewerkt tot en met de EK-kwalificatiewedstrijd tegen  Finland (1–2) op 20 november 2023.

### Van jaar tot jaar
| Jaar | Wedstrijden | Wedstrijden | Wedstrijden | Wedstrijden | Doelpunten | Doelpunten | Doelpunten | Punten |
| Jaar | Duels       | Winst       | Gelijk      | Verlies     | Voor       | Tegen      | Saldo      | Punten |
| ---- | ----------- | ----------- | ----------- | ----------- | ---------- | ---------- | ---------- | ------ |
| 1986 | 1           | 0           | 0           | 1           | 0          | 1          | –1         | 0.000  |
| 1987 | 3           | 0           | 1           | 2           | 0          | 7          | –7         | 0.333  |
|      |             |             |             |             |            |            |            |        |
| 1990 | 2           | 0           | 0           | 2           | 0          | 10         | –10        | 0.000  |
| 1991 | 6           | 0           | 0           | 6           | 1          | 23         | –22        | 0.000  |
| 1992 | 4           | 0           | 0           | 4           | 1          | 20         | –19        | 0.000  |
| 1993 | 7           | 0           | 1           | 6           | 1          | 30         | –29        | 0.143  |
| 1994 | 3           | 0           | 0           | 3           | 1          | 10         | –9         | 0.000  |
| 1995 | 7           | 0           | 0           | 7           | 1          | 26         | –25        | 0.000  |
| 1996 | 4           | 0           | 0           | 4           | 0          | 21         | –21        | 0.000  |
| 1997 | 4           | 0           | 0           | 4           | 0          | 21         | –21        | 0.000  |
| 1998 | 3           | 0           | 0           | 3           | 1          | 10         | –9         | 0.000  |
| 1999 | 5           | 0           | 0           | 5           | 0          | 34         | –34        | 0.000  |
| 2000 | 3           | 0           | 0           | 3           | 0          | 4          | –4         | 0.000  |
| 2001 | 6           | 0           | 1           | 5           | 3          | 27         | –24        | 0.167  |
| 2002 | 4           | 0           | 0           | 4           | 0          | 7          | –7         | 0.000  |
| 2003 | 6           | 0           | 1           | 5           | 2          | 26         | –24        | 0.167  |
| 2004 | 5           | 1           | 0           | 4           | 1          | 13         | –12        | 0.400  |
| 2005 | 6           | 0           | 0           | 6           | 2          | 27         | –25        | 0.000  |
| 2006 | 4           | 0           | 0           | 4           | 0          | 28         | –28        | 0.000  |
| 2007 | 9           | 0           | 0           | 9           | 2          | 32         | –30        | 0.000  |
| 2008 | 4           | 0           | 0           | 4           | 1          | 12         | –11        | 0.000  |
| 2009 | 6           | 0           | 0           | 6           | 0          | 35         | –35        | 0.000  |
| 2010 | 5           | 0           | 0           | 5           | 0          | 29         | –29        | 0.000  |
| 2011 | 7           | 0           | 0           | 7           | 0          | 26         | –26        | 0.000  |
| 2012 | 5           | 0           | 0           | 5           | 2          | 19         | –17        | 0.000  |
| 2013 | 7           | 0           | 0           | 7           | 1          | 42         | –41        | 0.000  |
| 2014 | 5           | 0           | 1           | 4           | 0          | 14         | –14        | 0.200  |
| 2015 | 7           | 0           | 0           | 7           | 1          | 26         | –25        | 0.000  |
| 2016 | 5           | 0           | 0           | 5           | 1          | 27         | –26        | 0.000  |
| 2017 | 8           | 0           | 0           | 8           | 1          | 38         | –37        | 0.000  |
| 2018 | 6           | 0           | 0           | 6           | 0          | 16         | –16        | 0.000  |
| 2019 | 10          | 0           | 0           | 10          | 1          | 51         | –50        | 0.000  |
| 2020 | 6           | 0           | 2           | 4           | 0          | 10         | –10        | 0.333  |
| 2021 | 12          | 0           | 0           | 12          | 2          | 57         | –55        | 0.000  |
| 2022 | 10          | 0           | 2           | 8           | 2          | 16         | –14        | 0.200  |
| 2023 | 10          | 0           | 0           | 10          | 3          | 31         | –28        | 0.000  |

FSGC · A-internationals · Bondscoaches · Statistieken · San Marino U21 · San Marino U19 · San Marino U18 · San Marino U17 · San Marino U16
1986 – 1989 · 1990 – 1999 · 2000 – 2009 · 2010 – 2019 · 2020 – 2029
2000 · 2001 · 2002 · 2003 · 2004 · 2005 · 2006
Albanië · 
Andorra ·
Azerbeidzjan ·
België · 
Bosnië en Herzegovina · 
Bulgarije ·
Canada ·
Cyprus ·
Denemarken ·
Duitsland · 
Engeland · 
Estland · 
Faeröer · 
Finland · 
Gibraltar · 
Griekenland · 
Hongarije · 
Ierland · 
IJsland ·
Israël · 
Italië · 
Kaapverdië ·
Kazachstan ·
Kosovo ·
Kroatië · 
Letland · 
Libanon · 
Liechtenstein · 
Litouwen · 
Luxemburg ·
Malta ·
Moldavië ·
Montenegro ·
Nederland · 
Noord-Ierland · 
Noorwegen ·
Oekraïne ·
Oostenrijk · 
Polen · 
Roemenië · 
Rusland · 
Saint Kitts en Nevis ·
Saint Lucia ·
Schotland · 
Servië en Montenegro · 
Seychellen ·
Slovenië · 
Slowakije · 
Spanje · 
Syrië ·
Tsjechië · 
Turkije · 
Wales · 
Wit-Rusland · 
Zweden · 
Zwitserland
Nederland (2011)
 Albanië ·  Andorra ·  Armenië ·  Azerbeidzjan ·  België ·  Bosnië en Herzegovina ·  Bulgarije ·  Cyprus ·  Denemarken ·  Duitsland ·  Engeland ·  Estland ·  Faeröer ·  Finland ·  Frankrijk ·  Georgië ·  Gibraltar ·  Griekenland ·  Hongarije ·  Ierland ·  IJsland ·  Israël ·  Italië ·  Kazachstan ·  Kosovo ·  Kroatië ·  Letland ·  Liechtenstein ·  Litouwen ·  Luxemburg ·  Malta ·  Moldavië ·  Montenegro ·  Nederland ·  Noord-Ierland ·  Noord-Macedonië ·  Noorwegen ·  Oekraïne ·  Oostenrijk ·  Polen ·  Portugal ·  Roemenië ·  Rusland ·  San Marino ·  Schotland ·  Servië ·  Slovenië ·  Slowakije ·  Spanje ·  Tsjechië ·  Turkije ·  Wales ·  Wit-Rusland ·  Zweden ·  Zwitserland
 Bohemen ·  Bohemen en Moravië ·  Duitse Democratische Republiek ·  Ierland ·  Joegoslavië ·  Servië en Montenegro ·  Tsjecho-Slowakije ·  GOS ·  Saarland ·  Sovjet-Unie